# Schmittenhöhe
Schmittenhöhe – szczyt alpejski o wysokości 1.965 m n.p.m. położony w paśmie Alp Kitzbühelskich (niem. Kitzbüheler Alpen) górujący nad miejscowością Zell am See.
Ośrodek sportów zimowych - 2 kolejki linowe, 4 kolejki gondolowe, 9 kolejek krzesełkowych, 7 wyciągów orczykowych. Razem z Kitzsteinhorn i Maiskogel tworzy ośrodek sportów narciarskich Europa Sportregion.